# Eastleach
Eastleach est une paroisse civile du Gloucestershire, en Angleterre.